# Cynoglossus robustus
Cynoglossus robustus és un peix teleosti de la família dels cinoglòssids i de l'ordre dels pleuronectiformes que es troba a les costes del sud del Japó i a la Mar de la Xina Meridional.